# Санта Крус де Марчена
Санта Крус де Марчена (на испански: Santa Cruz de Marchena) е населено място и община в Испания. Намира се в провинция Алмерия, в състава на автономната област Андалусия. Общината влиза в състава на района (комарка) Алпухара Алмериенсе. Заема площ от 20 km². Населението му е 240 души (по данни от 2010 г.). Разстоянието до административния център на провинцията е 31 km.

## Демография
| 1996 | 1998 | 1999 | 2000 | 2001 | 2002 | 2003 | 2004 | 2005 | 2006 |
| ---- | ---- | ---- | ---- | ---- | ---- | ---- | ---- | ---- | ---- |
| 215  | 219  | 215  | 208  | 209  | 200  | 204  | 204  | 237  |      |